# Nadezda Torlopova
Nadez(h)da Torlopova (russe : Надежда Викторовна Торлопова) est une boxeuse russe née le 23 novembre 1978.

## Carrière
Championne d'Europe à Mykolaïv en 2009 en poids lourds, puis à Rotterdam en 2011 en poids moyens, sa carrière amateur est également marquée par deux médailles de bronze remportées aux championnats du monde de Qinhuangdao en 2010 et de Bridgetown en 2012 et par une médaille d'argent aux Jeux olympiques de Londres en 2012, toujours en poids moyens.

## Palmarès

### Jeux olympiques
- Médaille d'argent en -75 kg aux Jeux de 2012 à Londres, Angleterre

### Championnats du monde de boxe
- Médaille de bronze en -75 kg en 2012 à Bridgetown, Barbade
- Médaille de bronze en -75 kg en 2010 à Qinhuangdao, Chine

### Championnats d'Europe de boxe
- Médaille d'or en -75 kg en 2011 à Rotterdam, Pays-Bas
- Médaille d'or en +81 kg en 2009 à Mykolaïv,   Ukraine